# Kandia
Kandia je vesnice, část obce Laškov v okrese Prostějov. Nachází se asi 0,5 km na jihozápad od Laškova. Prochází zde silnice II/488. V roce 2009 zde bylo evidováno 52 adres. V roce 2001 zde trvale žilo 87 obyvatel.
Kandia leží v katastrálním území Laškov o výměře 6,85 km2.

## Název
Na osadu vzniklou krátce před 1826 bylo přeneseno jméno polní trati Gandia (doložené 1720), což je italské pojmenování ostrova Kréta.[zdroj⁠?!] Ostrov se dostal do širšího evropského povědomí zřejmě jeho dobytím Turky roku 1689. Stejného původu je jméno zájezdního hostince u Líšně.

## Obyvatelstvo

### Struktura
Vývoj počtu obyvatel za celou obec i za jeho jednotlivé části uvádí tabulka níže, ve které se zobrazuje i příslušnost jednotlivých částí k obci či následné odtržení.
| Místní části   | Místní části | 1869 | 1880 | 1890 | 1900 | 1910 | 1921 | 1930 | 1950 | 1961 | 1970 | 1980 | 1991 | 2001 | 2011 |
| -------------- | ------------ | ---- | ---- | ---- | ---- | ---- | ---- | ---- | ---- | ---- | ---- | ---- | ---- | ---- | ---- |
| Počet obyvatel | část Kandia  | 192  | 190  | 195  | 217  | 209  | 187  | 187  | 133  | 133  | 112  | 123  | 97   | 87   | 90   |
| Počet domů     | část Kandia  | 33   | 33   | 42   | 44   | 44   | 43   | 43   | 43   | 0    | 39   | 42   | 48   | 47   | 45   |

## Fotogalerie

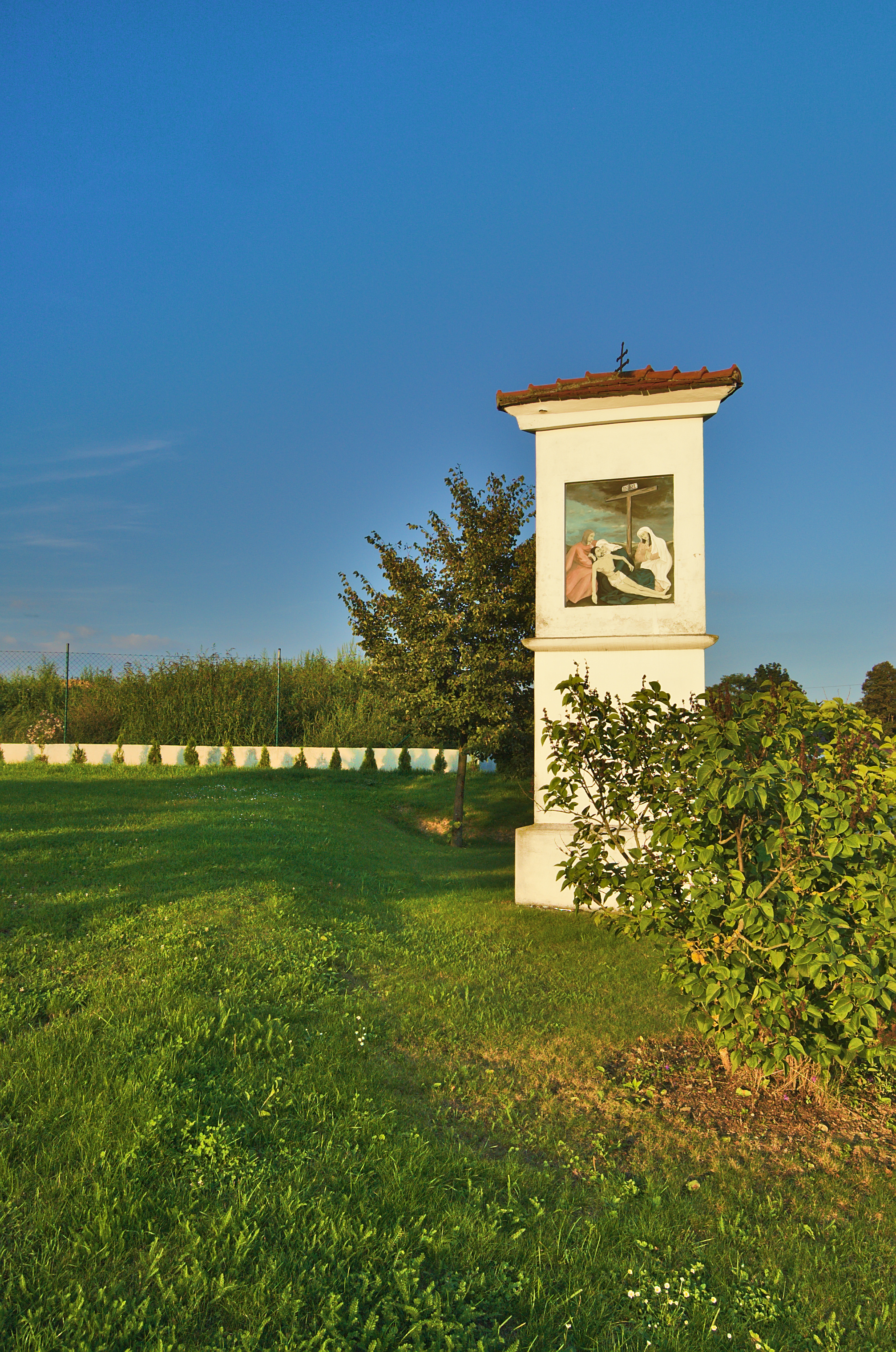
Boží muka nad obcí u silnice do Laškova
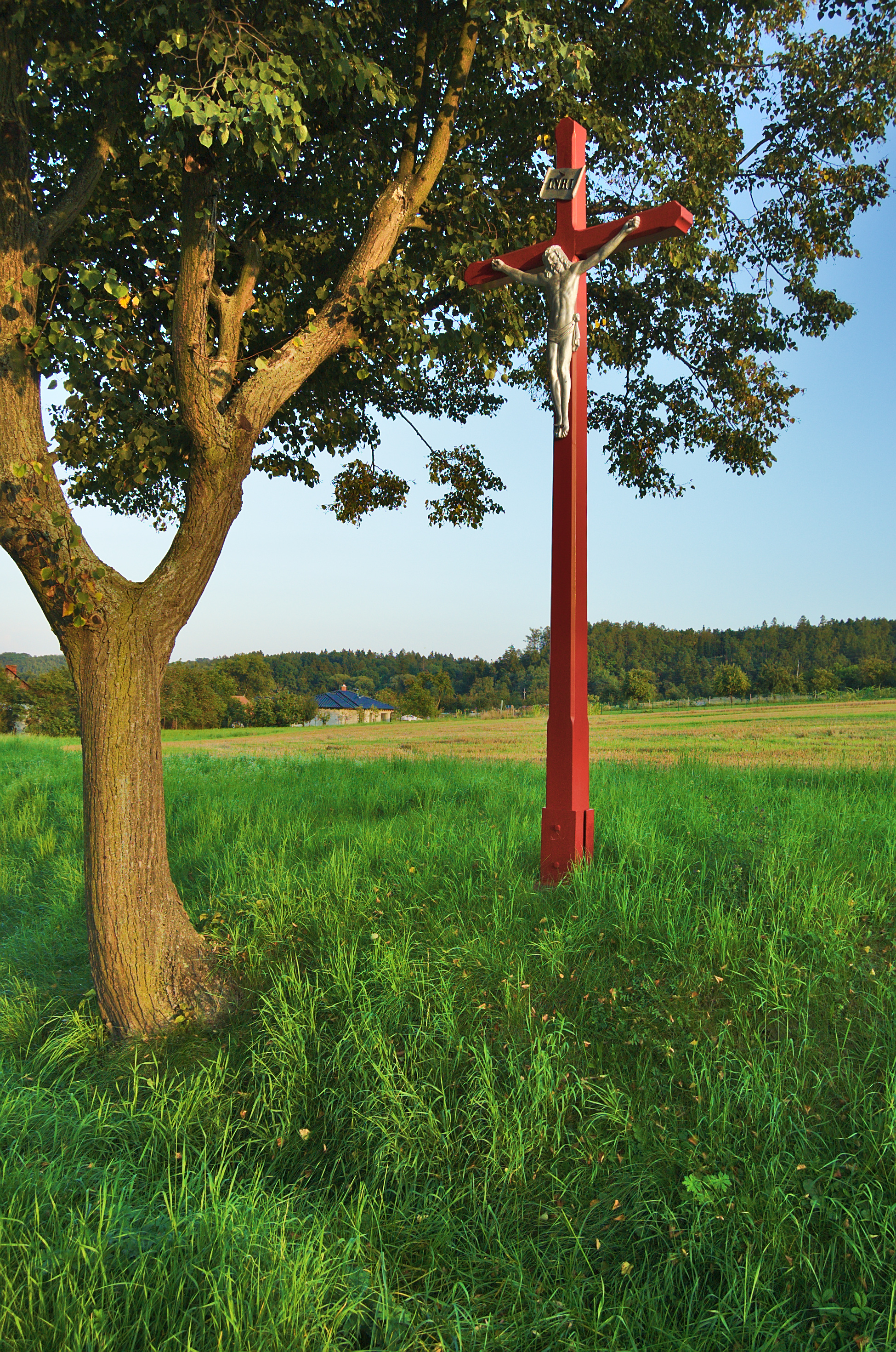
Kříž u odbočky na Dvorek